# Jak-7
Jak-7 (ros. Як-7) – radziecki samolot myśliwski i szkolno-treningowy z czasów II wojny światowej, powstały w biurze konstrukcyjnym Jakowlewa. Wywodził się z konstrukcji myśliwca Jak-1, z kolei jego rozwinięciem był Jak-9.

## Rozwój i wersje seryjne
Równocześnie z wprowadzeniem w ZSRR w 1940 roku do produkcji nowoczesnych myśliwców Jak-1, ŁaGG-3 i MiG-3, znacznie przewyższających osiągami samoloty, na jakich szkoleni byli piloci, pojawiła się potrzeba opracowania przejściowego samolotu szkolno-treningowego dla przeszkalania pilotów na nowe maszyny. Postanowiono opracować taki samolot na bazie zmodyfikowanego myśliwca Jak-1 (początkowo oznaczonego I-26) z uwagi na doświadczenie biura konstrukcyjnego Jakowlewa w konstruowaniu samolotów szkolnych (wcześniej zaprojektował on podstawowy radziecki samolot szkolny UT-2).

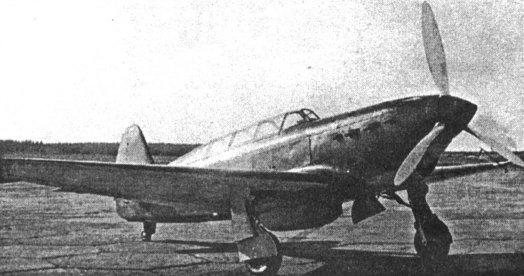
UTI-26, wrzesień 1940 r.

Na początku 1940 rozpoczęły się w biurze Jakowlewa prace nad dwumiejscową wersją szkolną samolotu I-26, oznaczoną UTI-26 ("UTI" – ucziebno-trenirowocznyj istriebitiel – myśliwiec szkolno-treningowy). Zaprojektowano go na bazie drugiego prototypu I-26-2. Główną różnicą było dodanie drugiej kabiny instruktora za kabiną pilota, ze wspólną długą przeszkloną osłoną, przechodzącą w nieoszklony podniesiony grzbiet kadłuba. Uzbrojenie zostało zredukowane do dwóch karabinów maszynowych 7,62 mm. Prototyp ten wykazywał jednak podobne usterki, co prototypy I-26, jak przegrzewanie się oleju i zabryzgiwanie olejem osłony kabiny oraz słabe podwozie. Część wad wyeliminowano w drugim prototypie UTI-26-2, w którym między innymi powiększono statecznik pionowy (analogicznie jak w I-26) oraz wzmocniono podwozie. Aby zrekompensować przesunięcie środka ciężkości do tyłu, spowodowane wprowadzeniem drugiej kabiny, przesunięto do przodu pod centropłat i nieco powiększono chłodnicę wody znajdującą się pod kadłubem (cecha ta pozwala na stosunkowo łatwe odróżnienie Jak-7 i Jak-9 od Jak-1 i Jak-3). Inną cechą rozpoznawczą były osłony goleni podwozia, pokrywające się kształtem z golenią i górną częścią koła na Jakach-7 i 9 i większe, dwuczęściowe, z prostą tylną krawędzią na pozostałych. Od stycznia do lutego 1941 roku prototyp ten przechodził próby państwowe, które ukończył z nawet lepszymi wynikami, niż I-26 i został skierowany do produkcji seryjnej pod nowym oznaczeniem Jak-7UTI. Z uwagi na duże potrzeby w zakresie samolotów do przeszkalania pilotów, od marca zastąpił na linii produkcyjnej w zakładzie nr 301 w Moskwie myśliwce Jak-1. 

### Jak-7UTI
Pierwszy seryjny samolot Jak-7UTI oblatano 18 marca 1941 (inne dane: 18 maja). 
W samolotach seryjnych zmniejszono zapas paliwa, a ich uzbrojenie stanowił jedynie jeden km. Wybuch wojny z Niemcami sprawił jednak, że mimo planów produkcji 6000 samolotów, wyprodukowano ich jedynie 186, a biuro zostało zmuszone do przekształcenia samolotu w jednomiejscowy myśliwiec. Na skutek ewakuacji fabryki w Moskwie, produkcję Jaków-7 podjęto w fabryce nr 153 w Nowosybirsku.

### Jak-7
Po ataku Niemiec na ZSRR, lotnictwo radzieckie potrzebowało dużej ilości myśliwców, których sporo zostało utraconych w pierwszych tygodniach wojny. Mimo początkowego sceptycyzmu Jakowlewa, w zakładzie nr 301 przebudowano samolot Jak-7UTI na pełnowartościowy wariant myśliwski. W drugiej kabinie zamontowano płytę pancerną chroniącą pilota od tyłu i wzmocniono uzbrojenie przez montaż działka 20 mm SzWAK i dwóch karabinów maszynowych 7,62 mm SzKAS (analogicznie do Jak-1), a także 6 prowadnic dla niekierowanych pocisków rakietowych RS-82. Zachowano oszklenie tylnej kabiny, w której można było w razie potrzeby przewieźć małe ładunki albo osobę (tak przewożono m.in. mechaników podczas zmiany lotnisk, na których stacjonowały jednostki myśliwskie). Myśliwiec ten miał wprawdzie nieco słabsze osiągi do Jaka-1 (prędkość maks. ok. 560 km/h), lecz dzięki innemu położeniu środka ciężkości miał nieco lepszą stateczność podłużną, mniej był także prawdopodobny kapotaż przy lądowaniu. Z kolei w porównaniu z ŁaGG-3, znacznie bezpieczniejsze było zachowanie samolotu w korkociągu. W sierpniu zdecydowano skierować tę odmianę do produkcji i do ewakuacji w październiku zakład w Moskwie ukończył 51 samolotów w wersji myśliwca, a w grudniu zakład w Nowosybirsku dalsze 11 (były one mylnie nazywane w dokumentach zakładowych: "Jak-1").

### Jak-7A
W toku dalszej produkcji myśliwców Jak-7, wprowadzano na nich sukcesywnie drobne ulepszenia, oznaczając tę wersję Jak-7A. Najbardziej widoczną zmianą, wprowadzoną od  17. serii, było zlikwidowanie oszklenia tylnej kabiny,  zastąpionego sklejkową osłoną, odchylaną na bok, przez co samolot nabrał charakterystycznej sylwetki, z długim "garbem" za kabiną. Z dalszych ulepszeń, między innymi od 16. serii na części samolotów montowano radiostacje. Od 19. serii wprowadzono chowane kółko ogonowe z pojedynczą osłoną i zakrywane w całości w locie koła podwozia głównego. Egzemplarz wzorcowy Jak-7A przeszedł badania państwowe w styczniu i lutym 1942. Dzięki polepszeniu aerodynamiki, samoloty tej wersji były nieco szybsze od Jaków-7, osiągając 571 km/h na wysokości 5000 m. Od stycznia do maja 1942 w zakładzie nr 153 wyprodukowano 277 myśliwców tej wersji. W tym okresie też zmieniono konstrukcję statecznika pionowego na lżejszą metalową. 
Na przełomie 1941 i 1942 produkowano samoloty, podobnie jak Jak-1, w zimowym wariancie na nartach, przystosowanym do operowania z zaśnieżonych lotnisk (dalszym powodem produkcji tego wariantu był niedostatek gumy). Narty jednak powodowały obniżenie prędkości o ok. 30-40 km/h.

### Jak-7B

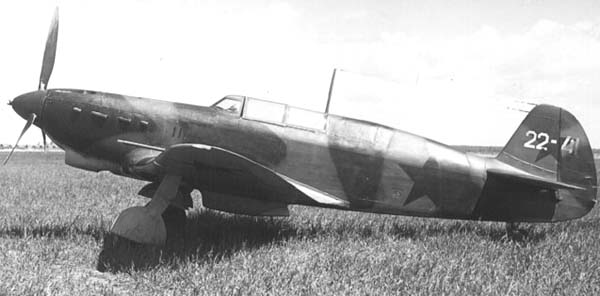
Jak-7B z silnikiem M-105PF

Wielkoseryjną wersją myśliwca stała się równolegle opracowana, udoskonalona wersja Jak-7B. Najistotniejszą zmianą było wzmocnienie uzbrojenia do działka 20 mm i dwóch wkm UBS 12,7 mm nad silnikiem (samoloty tej wersji wyróżniały dwa małe wybrzuszenia na masce silnika nad karabinami maszynowymi). Polepszono aerodynamikę samolotu, zmieniono przy tym kształt chłodnicy oleju pod silnikiem i nieco powiększono chłodnicę wody. Zastosowano także lepszy drążek sterowy, skopiowany z niemieckiego Bf 109. Od kwietnia do lipca 1942 wyprodukowano 261 samolotów z dotychczasowym silnikiem M-105PA. Od 20 kwietnia 1942 samoloty produkowano z dodatkowym zbiornikiem paliwa pojemności 80 l w tylnej kabinie, lecz demontowano je w jednostkach z powodu zagrożenia dla pilota. Produkowane do maja 1942 samoloty mogły przenosić niekierowane pociski rakietowe RS-82. 
W połowie 1942 dla zrekompensowania wzrostu masy, na samolocie zastosowano nową wersję silnika M-105PF (WK-105PF; forsowaną), który osiągał większą moc 1180 KM. Samolot z tym silnikiem był badany w maju-czerwcu 1942. Mimo problemów z przegrzewaniem się przy utrzymywaniu wysokich obrotów przez dłuższy czas, zalety w postaci polepszenia osiągów samolotu okazały się decydujące i silnik ten montowano na samolotach Jak-7B produkowanych w Nowosybirsku od sierpnia 1942 (22. seria) do grudnia 1943 (50. seria). Podjęto również ich produkcję w zakładzie nr 82 w Moskwie, od maja 1942 aż do lipca 1944 (samoloty produkcji fabryki nr 82 były średnio o 25 kg cięższe i o 15 km/h wolniejsze). Wyprodukowano łącznie 5120 Jaków-7B z silnikiem M-105PF. 
Produkowane od końca 1942 maszyny miały obniżony grzbiet kadłuba za kabiną i kroplową osłonę kabiny pilota, analogicznie do Jak-1b, co poprawiło widoczność do tyłu i aerodynamikę (samoloty te mimo to miały nadal klapę na grzbiecie kadłuba nad miejscem na drugą kabinę i praktycznie nie różniły się wyglądem od wczesnych wersji Jak-9). Podobną modyfikację po raz pierwszy zastosowano w warunkach polowych na istniejących samolotach w warsztatach 42. pułku myśliwskiego (42.IAP) maj. Szinkarenki (w starszej literaturze błędnie wiąże się tę modyfikację z samolotami Jak-1).
Niewielką część samolotów Jak-7B wykonano w wariancie przystosowanym dla celów jednostek obrony powietrznej (PWO). Wyposażono je w radiopółkompas RPK-10 w tylnej kabinie i reflektor do lądowania na lewym skrzydle, do działań nocnych.

### Jak-7W

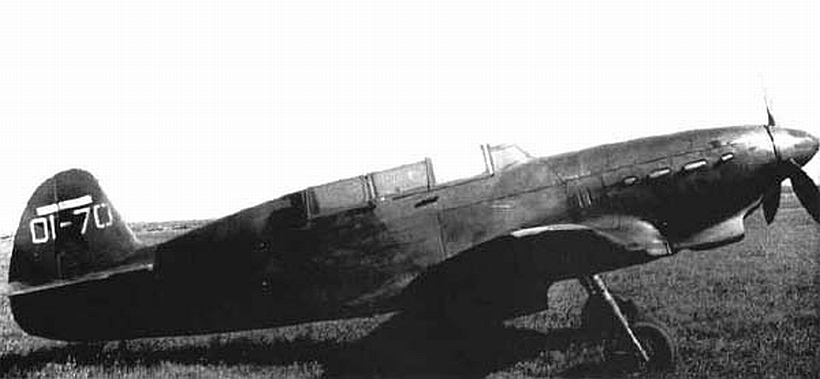
Jak-7W

Po zaspokojeniu największych potrzeb w zakresie myśliwców, ponownie podjęto produkcję wersji szkolno-treningowej, oznaczonej Jak-7W (wywoznoj). Od marca 1942 do grudnia 1943 wyprodukowano ich 597 sztuk, w tym 87 przebudowano z Jaków-7B. Wersja ta, w odróżnieniu od poprzednich, nie posiadała uzbrojenia i miała stałe podwozie, z kołami lub nartami.

### Warianty rozpoznawcze
Po ataku Niemiec na ZSRR, część samolotów wersji Jak-7UTI była dostosowana do zadań rozpoznawczych przez instalację aparatu fotograficznego AFA-1M. Spotykane jest dla nich nieoficjalne oznaczenie Jak-7R.
W październiku 1943 testowano wariant Jak-7B przystosowany do instalacji aparatu AFA-1M w drugiej kabinie. Około 350 z samolotów Jak-7B zbudowano w tej wersji, lecz jedynie część była następnie używana jako rozpoznawcze.

## Użycie
Samoloty Jak-7UTI, mimo małej ilości, a następnie Jak-7W były istotnym szczeblem szkolenia większości radzieckich pilotów myśliwskich, którzy byli szkoleni podczas wojny. Zastąpione następnie zostały przez szkolne wersje Jaka-9.
Wersje myśliwskie Jaków-7 zaczęły wchodzić do akcji zimą 1941 roku. Wczesne ich wersje, z racji stosunkowo niewielkich ilości, stanowiły jedynie uzupełnienie innych radzieckich myśliwców, zwłaszcza podstawowych we wczesnym okresie wojny radziecko-niemieckiej Jaków-1. W porównaniu z Jakiem-1, przy takim samym uzbrojeniu, miały one nieco słabsze osiągi, głównie prędkość maksymalną i prędkość wznoszenia, lecz jedynie niewiele gorszą manewrowość. Podobnie jak Jaki-1, ogólnie ustępowały niemieckim myśliwcom, zwłaszcza w manewrowości pionowej i prędkości; miały natomiast lepszą od nich manewrowość w poziomie i doświadczeni piloci mogli skutecznie walczyć z myśliwcami nieprzyjaciela w walce kołowej. Były poza tym dość proste w pilotażu i charakteryzowały się dobrymi własnościami lotnymi.
Mimo że początkowo Jak-7 był półimprowizowanym myśliwcem, wprowadzonym z uwagi na braki samolotów myśliwskich, od wielkoseryjnej wersji Jak-7B stał się myśliwcem z prawdziwego zdarzenia. Silną stroną Jaka-7B było jego uzbrojenie, przewyższające Jaka-1 i Jaka-1b, a także część myśliwców niemieckich, jak np. Messerschmitt Bf 109F-4. Jego osiągi po wyposażeniu w silnik M-105PF, uległy niewielkiej poprawie, aczkolwiek w dalszym ciągu były nieco słabsze od Jaka-1 i niemieckich myśliwców. Na wysokościach 2-3 km, na których rozgrywała się większość walk na froncie wschodnim, przewaga w prędkości samolotów niemieckich była jednak niewielka (rosła ona z wysokością). Podstawowa wersja Jak-7B z silnikiem M-105PF zadebiutowała bojowo w sierpniu 1942 nad Stalingradem.
Samoloty Jak-7, podobnie jak Jak-1, przez większość okres produkcji borykały się z problemami odnośnie do jakości wykonania, między innymi na wielu seriach kiepska była przejrzystość oszklenia kabiny, przez co piloci często latali z otwartą kabiną. Ponadto, nigdy do końca nie wyeliminowano problemów z przegrzewaniem się oleju i zabryzgiwaniem olejem kabiny pilota. Zaletą Jaków było natomiast użycie do ich konstrukcji mało deficytowych materiałów. Mimo wspólnych początków, zachowania do końca konstrukcji mieszanej i tych samych stosowanych silników, w miarę rozwoju produkcji konstrukcja Jaków-7 stopniowo oddalała się od Jaka-1, a w końcu dała początek rodzinie Jak-9. 
W przeciwieństwie do innych myśliwców rodziny Jaków, Jak-7 praktycznie nie był używany poza lotnictwem radzieckim w znaczących ilościach, zwłaszcza w wersjach myśliwskich. Jedynie kilku Jaków-7B używało ludowe lotnictwo polskie do treningu w 1 Pułku Lotnictwa Myśliwskiego "Warszawa". Nieco więcej używano w Polsce szkolnych Jaków-7W (kilkanaście), także do celów transportowych i kurierskich. Jaki-7 eksploatowano w Polsce od września 1943 do 23 września 1946. Małe ilości Jaków-7W używane były także przez lotnictwo Bułgarii (3 sztuki) i Jugosławii (2 sztuki).

## Warianty eksperymentalne

### Jak-7M i Jak-7P
Od października do grudnia 1941 testowano inny wariant modyfikacji samolotu szkolnego w myśliwiec, opracowany w zakładzie nr 292 w Saratowie (produkującym Jaki-1), ze zwiększoną siłą ognia i innymi zmianami, który otrzymał  oznaczenie Jak-7M. Zamontowano na nim trzy działka 20 mm, z tego dwa w skrzydłach. W skrzydłach ponadto zamontowano automatyczne sloty. Jednakże, działka mocowane w skrzydłach okazały się mało celne i wobec rozwinięcia produkcji Jaka-7A, nie produkowano tej wersji.
Jesienią 1943 testowano kolejny wariant samolotu z uzbrojeniem z trzech działek 20 mm, tym razem umieszczonych w kadłubie, opracowany w warsztatach 1. Armii Powietrznej na bazie Jaka-7B. Samolot oznaczony Jak-7P okazał się dość udany, lecz nie był produkowany (taki wariant uzbrojenia zrealizowano następnie na samolotach Jak-9UT z 1944 i Jak-3P z 1945)

### Jak-7 M-82A
Brak silnika rzędowego o dużej mocy sprawił, że postanowiono sprawdzić możliwość zastosowania na samolotach Jakowlewa czternastocylindrowego silnika gwiazdowego M-82A, w układzie podwójnej gwiazdy. Silnik ten cechował się większą mocą niż M-105 (1330 KM / 978,9 kW), mniejszą awaryjnością i większą odpornością na uszkodzenia, dzięki chłodzeniu powietrzem, a nie cieczą. Pod koniec 1941 zbudowano prototyp Jak-7 z silnikiem M-82A. Zainstalowanie tego silnika wymagało znacznych zmian kadłuba, którego średnicę zwiększono w przedniej części, obniżając go jednocześnie za kabiną. Rozpiętość skrzydeł zmniejszono do 9,74 m i wyposażono je w sloty. Uzbrojenie stanowiły dwa działka 20 mm SzWAK w skrzydłach i wkm UBS nad silnikiem. Jego próby prowadzono od stycznia do maja 1942, lecz były one utrudnione przez wady silników pierwszych serii. Uzyskana prędkość 571 km/h na małej wysokości była jedynie niewiele większa od Jaka-7A i nie spełniała oczekiwań, dlatego w marcu dalsze prace zarzucono, zwłaszcza, że wprowadzono następnie do produkcji seryjnej samolot Ławoczkina Ła-5 napędzany tym samym silnikiem M-82 (do połączenia Jaków z silnikiem M-82 / ASz-82 powrócono w prototypowym Jaku-3U z 1945).

### Jak-7-37
Wiosną 1942 roku testowano wariant Jaka-7 z silnym uzbrojeniem strzeleckim składającym się z działka 37 mm MPSz-37 i dwóch wkm. Zmiany konstrukcyjne obejmowały instalację slotów na skrzydłach i przesunięcie kabiny pilota (w dalszym ciągu zakończonej długą nieprzezroczystą owiewką) o 40 cm do tyłu. Osiągi samolotu pogorszyły się wskutek zwiększenia masy. Wyprodukowano następnie 22 samoloty serii informacyjnej, które różniły się zastosowaniem bardziej dopracowanego działka NS-37 i brakiem slotów. Miały one dużą siłę ognia, sekundowa salwa wynosiła 4,15 kg. Samolotów tych używano od końca 1942 na froncie w pułku 240.IAP. Nowe uzbrojenie okazało się efektywne, lecz większej ilości samolotów nie produkowano, gdyż opracowano bardziej perspektywiczny wariant Jak-9T z analogicznym uzbrojeniem.

### Jak-7PD
Był to wariant myśliwca wysokościowego, przeznaczony do przechwytywania  niemieckich samolotów rozpoznawczych Ju 86R latających na dużych pułapach. Wyposażony był w silnik wysokościowy M-105PD ze sprężarką Je-100 oraz otrzymał obniżony grzbiet kadłuba za kabiną pilota. Próby prowadzono we wrześniu 1942, lecz z powodu niedopracowania silnika, przerwano je.
Jedna z maszyn Jak-7 została wyposażona w kabinę ciśnieniową Szczerbakowa, jednak nie została wdrożona do produkcji.

### Jak-7B PWRD
Na samolocie Jak-7B testowano odrzutowe silniki strumieniowe DM-4S, przewidywane jako "przyspieszacze" dla myśliwców z napędem śmigłowym. Dwa silniki tego typu były podczepione pod skrzydłami. Pierwszy lot miał miejsce 15 maja 1944 (pilot Siergiej Anochin). Rozwiązanie to nie spełniło pokładanych w nim nadziei, gdyż na skutek zwiększenia oporu aerodynamicznego, z włączonymi silnikami Jak-7 rozwijał 513 km/h – prędkość większą jedynie o 19 km/h od standardowego samolotu, a z wyłączonymi silnikami osiągał jedynie 460 km/h. Niemniej jednak, wyprodukowano zapas silników DM-4S, które można było montować na standardowych samolotach w jednostkach, lecz brak informacji o ich ewentualnym wykorzystaniu. Projektowano też wariant Jak-7R z dwoma takimi silnikami i silnikiem rakietowym D-1D w ogonie, lecz nie został on zbudowany.

### Jak-7D i Jak-7DI

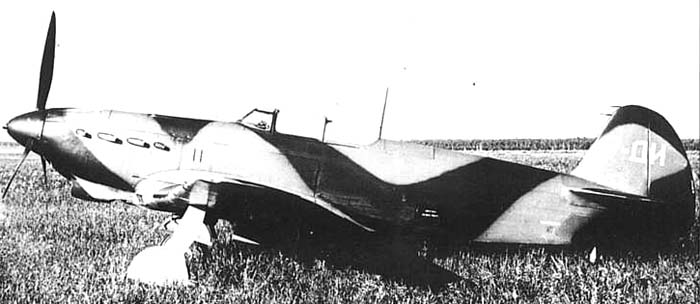
Prototyp Jak-7DI

Wersja Jak-7D powstała w maju 1942 z myślą o stworzeniu samolotu myśliwsko-rozpoznawczego dalekiego zasięgu, na bazie Jaka-7B z silnikiem M-105PF. Zastosowano w nim nowe skrzydła lżejszej konstrukcji mieszanej (drewniane dźwigary i żebra zastąpiono duraluminiowymi), mieszczące większe zbiorniki paliwa. Łączna pojemność zbiorników sięgnęła 919 l, co pozwalało na uzyskanie zasięgu 2285 km i czasu lotu 6,5 godziny. Przez dużą masę paliwa, samolot miał jednak słabsze osiągi od standardowego. Uzbrojenie zredukowano do działka 20 mm. W tylnej oszklonej kabinie można było umieścić aparat fotograficzny lub miejsce dla pasażera. Samolot ten przeszedł testy fabryczne w czerwcu 1942, lecz nie był produkowany. 
Skrzydło konstrukcji mieszanej od prototypu Jaka-7D wykorzystano następnie w prototypie wersji myśliwskiej Jak-7DI. Pojemność zbiorników zredukowano w nim w stosunku do poprzedniej konstrukcji do 673 l. Uzbrojenie stanowiło działko i 1 wkm; samolot miał obniżony grzbiet kadłuba. Zakładano, że Jak-7DI będzie mógł służyć jako myśliwiec dalekiego zasięgu z pełnym zapasem paliwa, lub wykorzystywać lepsze osiągi ze zmniejszonym do 350 l zapasem paliwa. Dzięki nowemu skrzydłu, samolot stał się lżejszy od standardowego Jaka-7. Próby państwowe tego wariantu prowadzono do 5 sierpnia 1942, zakończyły się one pomyślnie, po czym rekomendowano skierować go do produkcji. Dalej samolot ten rozwijano i produkowano masowo pod nowym oznaczeniem Jak-9.

## Opis techniczny

Silnik WK-105PF (M-105) eksponowany w MLP w Krakowie

Jak-7B: jednosilnikowy jednomiejscowy dolnopłat konstrukcji mieszanej. Kadłub metalowy kratownicowy, pokryty sklejką w części środkowej i płótnem w pozostałej części, silnik osłonięty zdejmowanymi panelami z blachy. Usterzenie częściowo konstrukcji metalowej. Skrzydło drewniane, pokryte sklejką. Kabina pilota zamknięta, oszklona pleksiglasem, ze stałym czteroczęściowym wiatrochronem i częścią osłony nad pilotem odsuwaną do tyłu. Za kabiną przedział transportowy zamykany odchylaną na prawo osłoną ze sklejki, stanowiącą część oprofilowania grzbietu kadłuba (w wersjach Jak-7UTI i 7W znajdowała się tam oszklona kabina instruktora, z osłoną odsuwaną do tyłu, a w wersjach Jak-7 i 7A nad przedziałem transportowym pozostała oszklona osłona). Podwozie samolotu klasyczne, chowane do skrzydeł, kółko ogonowe chowane na części wersji. 
Silnik: rzędowy 12-cylindrowy w układzie V, chłodzony cieczą:
- M-105P lub M-105PA – moc 1100 KM na wysokości 2000 m, 1050 KM na 4000 m.
- M-105PF – moc na małej wysokości 1260 KM (700 m), na średniej wysokości 1180 KM (2700 m).

Chłodnica cieczy pod centropłatem, na wysokości kabiny pilota. Chłodnica oleju pod silnikiem. Śmigło trzyłopatowe.
Uzbrojenie:
- Jak-7UTI: 1 zsynchronizowany karabin maszynowy 7,62 mm SzKAS nad silnikiem
- Jak-7, 7A: 1 działko 20 mm SzWAK strzelające przez wał śmigła (120 nabojów) i 2 zsynchronizowane karabiny maszynowe 7,62 mm SzKAS nad silnikiem (po 750 nabojów – Jak-7, 500 nabojów – 7A) (salwa sekundowa 1,856 kg)
- Jak-7B: 1 działko 20 mm SzWAK strzelające przez wał śmigła i 2 zsynchronizowane wkm 12,7 mm UBS nad silnikiem (140 i 260 nabojów) (salwa sekundowa 2,72 kg)

Do 10 maja 1942 montowano pod skrzydłami 6 prowadnic dla niekierowanych pocisków rakietowych RS-82 lub wyrzutniki dla bomb 25-100 kg. Zaprzestano je montować  z uwagi na pogorszenie osiągów samolotu. Pociski RS-82 mogły służyć do zwalczania grup bombowców lub celów naziemnych.

## Dane techniczne
| Model                                   | Jak-7UTI      | Jak-7            | Jak-7A           | Jak-7B           | Jak-7W         | Jak-7-37         | Jak-7 M-82       |
| Silnik (moc KM)                         | M-105P (1050) | M-105P (1050)    | M-105PA (1050)   | M-105PF (1180)   | M-105PA (1050) | M-105PA (1050)   | M-82 (1050)      |
| Rozpiętość (m)                          | 10,00         | 10,00            | 10,00            | 10,00            | 10,00          | 10,00            | 9,74             |
| Długość (m)                             | 8,50          | 8,50             | 8,50             | 8,50             | 8,50           | 8,50             | 8,37             |
| Wysokość (m)                            | 2,75          | 2,75             | 2,75             | 2,75             | 2,75           | 2,75             | 2,75             |
| Powierzchnia nośna (m²)                 | 17,15         | 17,15            | 17,15            | 17,15            | 17,15          | 17,15            | 17,15            |
| Masa własna (kg)                        | 2285          | 2477             | 2450             | 2490             | 2210           | 2697             | 2745             |
| Masa startowa (kg)                      | 2800          | 2960             | 2935             | 3010             | 2725           | 3235             | 3370             |
| Prędkość maks. (km/h) nad ziemią        | 490           | 471              | 495              | 514              | 410            | 485              | 501              |
| Prędkość maks. (km/h) /na wysokości (m) | 586 / ?       | 560 / ?          | 571 / 5000       | 570 / ?          | 472 / ?        | 564 / ?          | 571 / 2860       |
| Pułap praktyczny (m)                    | 8 900         | 9 250            | 9 500            | 9 900            | 9 900          | 8 250            | 10 000           |
| Zasięg (km)                             | 650           | 643              | 643              | 645              | 619            | 550              | 700              |
| Czas wznoszenia na 5000 m (min.)        | ?             | ?                | 6,42             | ?                | ?              | ?                | 5,61             |
| Uzbrojenie                              | 1x7,62mm      | 1x20mm, 2x7,62mm | 1x20mm, 2x7,62mm | 1x20mm, 2x12,7mm | –              | 1x37mm, 2x12,7mm | 2x20mm, 1x12,7mm |